# 月の丘公園
月の丘公園（つきのおかこうえん）は、そびえ立つ八天岳と飯盛山の間の近くに2001年で飯盛町内に建造され、遊具やテニスコートと体育館があり、温水プールや食堂が設備搭載されて隣接しているいいもり月の丘温泉内にある、諫早市と飯盛支所が管理運営するレジャー施設及びスポーツ施設。

## アクセス
住所 長崎県諫早市飯盛町平古場
郵便番号 〒854 - 1111
備考 諫早駅から自動車で30分。